# Major League Baseball 2007
La stagione 2007 della Major League Baseball si è aperta il 1º aprile con l'incontro inaugurale disputato al Busch Stadium tra i St. Louis Cardinals e i New York Mets terminato 1-6. Al termine della stagione regolare sono stati registrati 79503175 spettatori, per una media di 32785 spettatori per incontro.
Le World Series si sono svolte tra il 24 e il 28 ottobre, si sono concluse con la vittoria dei Boston Red Sox per 4 partite a 0 sui Colorado Rockies.

## Regular Season

### American League
East Division
| # | Squadra              | Vittorie | Sconfitte | Perc. | Diff. |
| - | -------------------- | -------- | --------- | ----- | ----- |
| 1 | Boston Red Sox       | 96       | 66        | .593  | —     |
| 2 | New York Yankees     | 94       | 68        | .580  | 2.0   |
| 3 | Toronto Blue Jays    | 83       | 79        | .512  | 13.0  |
| 4 | Baltimore Orioles    | 69       | 93        | .426  | 27.0  |
| 5 | Tampa Bay Devil Rays | 66       | 96        | .407  | 30.0  |

Central Division
| # | Squadra            | Vittorie | Sconfitte | Perc. | Diff. |
| - | ------------------ | -------- | --------- | ----- | ----- |
| 1 | Cleveland Indians  | 96       | 66        | .593  | —     |
| 2 | Detroit Tigers     | 88       | 74        | .543  | 8.0   |
| 3 | Minnesota Twins    | 79       | 83        | .488  | 17.0  |
| 4 | Chicago White Sox  | 72       | 90        | .444  | 24.0  |
| 5 | Kansas City Royals | 69       | 93        | .426  | 27.0  |

West Division
| # | Squadra                | Vittorie | Sconfitte | Perc. | Diff. |
| - | ---------------------- | -------- | --------- | ----- | ----- |
| 1 | L.A. Angels of Anaheim | 94       | 68        | .580  | —     |
| 2 | Seattle Mariners       | 88       | 74        | .543  | 6.0   |
| 3 | Oakland Athletics      | 76       | 86        | .469  | 18.0  |
| 4 | Texas Rangers          | 75       | 87        | .463  | 19.0  |

|  | Vincitore Division |
|  | Wild Card          |

### National League
East Division
| # | Squadra               | Vittorie | Sconfitte | Perc. | Diff. |
| - | --------------------- | -------- | --------- | ----- | ----- |
| 1 | Philadelphia Phillies | 89       | 73        | .549  | —     |
| 2 | New York Mets         | 88       | 74        | .543  | 1.0   |
| 3 | Atlanta Braves        | 84       | 78        | .519  | 5.0   |
| 4 | Washington Nationals  | 73       | 89        | .451  | 16.0  |
| 5 | Florida Marlins       | 71       | 91        | .438  | 18.0  |

Central Division
| # | Squadra             | Vittorie | Sconfitte | Perc. | Diff. |
| - | ------------------- | -------- | --------- | ----- | ----- |
| 1 | Chicago Cubs        | 85       | 77        | .525  | —     |
| 2 | Milwaukee Brewers   | 83       | 79        | .512  | 2.0   |
| 3 | St. Louis Cardinals | 78       | 84        | .481  | 7.0   |
| 4 | Houston Astros      | 73       | 89        | .451  | 12.0  |
| 5 | Cincinnati Reds     | 72       | 90        | .444  | 13.0  |
| 6 | Pittsburgh Pirates  | 68       | 94        | .420  | 17.0  |

West Division
| # | Squadra              | Vittorie | Sconfitte | Perc. | Diff. |
| - | -------------------- | -------- | --------- | ----- | ----- |
| 1 | Arizona Diamondbacks | 90       | 72        | .556  | —     |
| 2 | Colorado Rockies     | 90       | 73        | .552  | 0.5   |
| 3 | San Diego Padres     | 89       | 74        | .546  | 1.5   |
| 4 | Los Angeles Dodgers  | 82       | 80        | .506  | 8.0   |
| 5 | San Francisco Giants | 71       | 91        | .438  | 19.0  |

|  | Vincitore Division |
|  | Wild Card          |

### All-Star Game

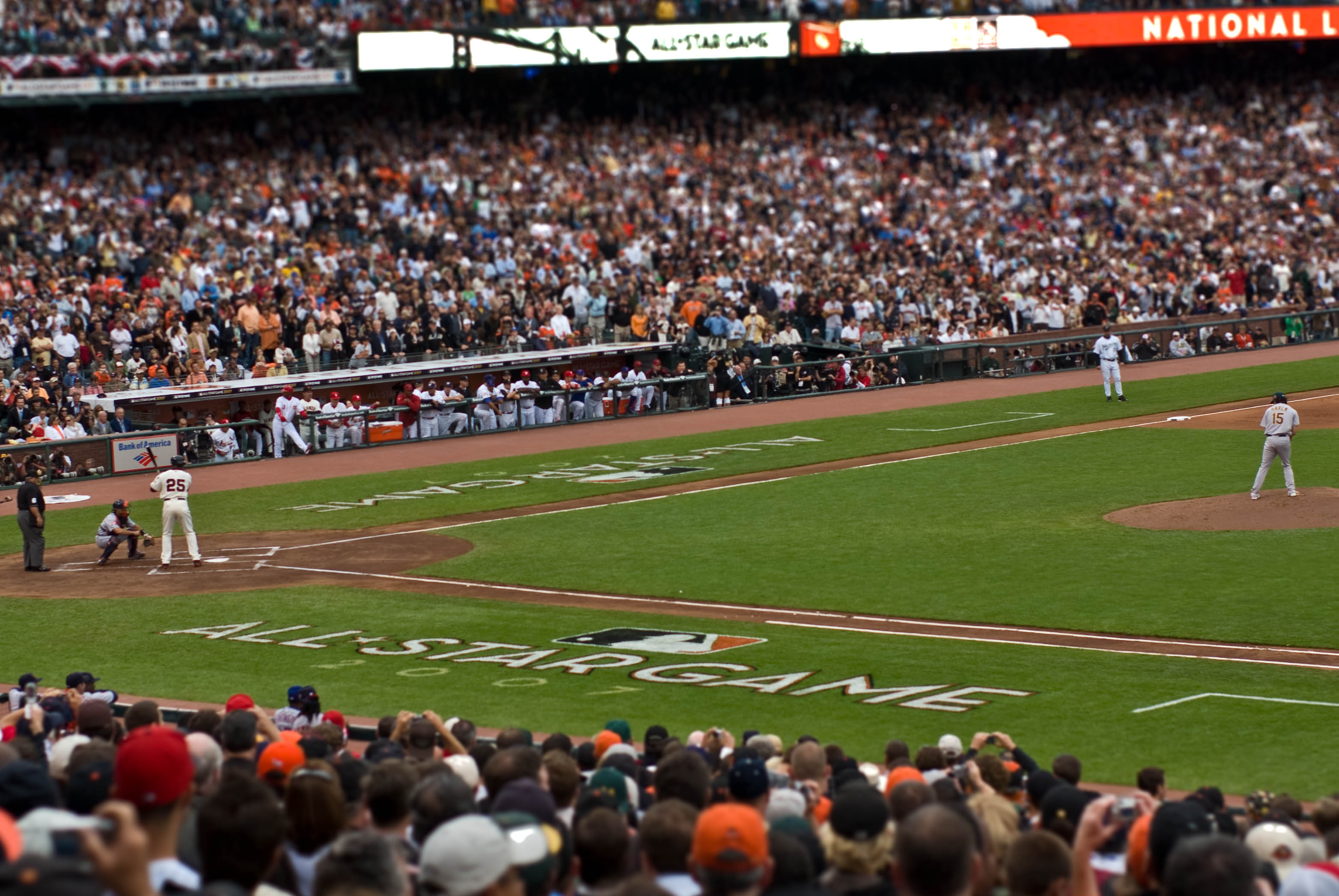
Barry Bonds alla battuta durante l'All-Star Game del 2007.

L'All-Star Game si è giocato il 10 luglio all'AT&T Park di San Francisco e ha visto imporsi la selezione dell'American League su quella della National League per 5-4.
|              | 1 | 2 | 3 | 4 | 5 | 6 | 7 | 8 | 9 | R | H  | E |
| ------------ | - | - | - | - | - | - | - | - | - | - | -- | - |
| AL All-Stars | 0 | 0 | 0 | 0 | 2 | 1 | 0 | 2 | 0 | 5 | 10 | 0 |
| NL All-Stars | 1 | 0 | 0 | 0 | 0 | 1 | 0 | 0 | 2 | 4 | 9  | 1 |

### Record Individuali

#### American League
Battitori
| Stat. | Giocatore           | Squadra              | Totale |
| ----- | ------------------- | -------------------- | ------ |
| AVG   | Magglio Ordóñez     | Detroit Tigers       | .363   |
| HR    | Alexander Rodriguez | New York Yankees     | 54     |
| RBI   | Alexander Rodriguez | New York Yankees     | 156    |
| R     | Alexander Rodriguez | New York Yankees     | 143    |
| H     | Ichirō Suzuki       | Seattle Mariners     | 238    |
| SB    | Carl Crawford       | Tampa Bay Devil Rays | 50     |
| SB    | Brian Roberts       | Baltimore Orioles    | 50     |

Lanciatori
| Stat. | Giocatore      | Squadra                | Totale |
| ----- | -------------- | ---------------------- | ------ |
| W     | Josh Beckett   | Boston Red Sox         | 20     |
| L     | Daniel Cabrera | Baltimore Orioles      | 18     |
| ERA   | John Lackey    | L.A. Angels of Anaheim | 3.01   |
| K     | Scott Kazmir   | Tampa Bay Devil Rays   | 239    |
| IP    | CC Sabathia    | Cleveland Indians      | 241    |
| SV    | Joe Borowski   | Cleveland Indians      | 45     |

#### National League
Battitori
| Stat. | Giocatore      | Squadra               | Totale |
| ----- | -------------- | --------------------- | ------ |
| AVG   | Matt Holliday  | Colorado Rockies      | .340   |
| HR    | Prince Fielder | Milwaukee Brewers     | 50     |
| RBI   | Matt Holliday  | Colorado Rockies      | 137    |
| R     | Jimmy Rollins  | Philadelphia Phillies | 139    |
| H     | Matt Holliday  | Colorado Rockies      | 216    |
| SB    | José Reyes     | New York Mets         | 78     |

Lanciatori
| Stat. | Giocatore     | Squadra              | Totale |
| ----- | ------------- | -------------------- | ------ |
| W     | Jake Peavy    | San Diego Padres     | 19     |
| L     | Kip Wells     | St. Louis Cardinals  | 17     |
| ERA   | Jake Peavy    | San Diego Padres     | 2.54   |
| K     | Jake Peavy    | San Diego Padres     | 240    |
| IP    | Brandon Webb  | Arizona Diamondbacks | 236 ⅓  |
| SV    | José Valverde | Arizona Diamondbacks | 47     |

## Postseason
|  | Division Series | Division Series    | Division Series   |                  |                       | League Championship Series | League Championship Series | League Championship Series |  |  | World Series | World Series   | World Series |
|  |                 |                    |                   |                  |                       |                            |                            |                            |  |  |              |                |              |
|  | 1               | Boston Red Sox     | 3                 |                  |                       |                            |                            |                            |  |  |              |                |              |
|  | 3               | Los Angeles Angels | 0                 |                  |                       |                            |                            |                            |  |  |              |                |              |
|  | 3               | Los Angeles Angels | 0                 |                  | 1                     | Boston Red Sox             | 4                          |                            |  |  |              |                |              |
|  |                 |                    |                   |                  | 1                     | Boston Red Sox             | 4                          |                            |  |  |              |                |              |
|  |                 | 2                  | Cleveland Indians | 3                |                       |                            |                            |                            |  |  |              |                |              |
|  | 2               | 2                  | Cleveland Indians | 3                | Cleveland Indians     | 3                          |                            |                            |  |  |              |                |              |
|  | 2               |                    |                   |                  | Cleveland Indians     | 3                          |                            |                            |  |  |              |                |              |
|  | 4               | New York Yankees   | 1                 |                  |                       |                            |                            |                            |  |  |              |                |              |
|  |                 |                    |                   |                  |                       |                            |                            |                            |  |  | AL           | Boston Red Sox | 4            |
|  |                 |                    | NL                | Colorado Rockies | 0                     |                            |                            |                            |  |  |              |                |              |
|  | 1               | Arizona D-backs    | 3                 |                  |                       |                            |                            |                            |  |  |              |                |              |
|  | 3               | Chicago Cubs       | 0                 |                  |                       |                            |                            |                            |  |  |              |                |              |
|  | 3               | Chicago Cubs       | 0                 |                  | 1                     | Arizona D-backs            | 0                          |                            |  |  |              |                |              |
|  |                 |                    |                   |                  | 1                     | Arizona D-backs            | 0                          |                            |  |  |              |                |              |
|  |                 | 4                  | Colorado Rockies  | 4                |                       |                            |                            |                            |  |  |              |                |              |
|  | 2               | 4                  | Colorado Rockies  | 4                | Philadelphia Phillies | 0                          |                            |                            |  |  |              |                |              |
|  | 2               |                    |                   |                  | Philadelphia Phillies | 0                          |                            |                            |  |  |              |                |              |
|  | 4               | Colorado Rockies   | 3                 |                  |                       |                            |                            |                            |  |  |              |                |              |

### Division Series
American League
| Data                                | Squadra di casa    | Squadra ospite     | Ris. |
| ----------------------------------- | ------------------ | ------------------ | ---- |
| 03/10                               | Boston Red Sox     | Los Angeles Angels | 4-0  |
| 05/10                               | Boston Red Sox     | Los Angeles Angels | 6-3  |
| 07/10                               | Los Angeles Angels | Boston Red Sox     | 1-9  |
| Boston Red Sox vincono la serie 3-0 |                    |                    |      |

| Data                                   | Squadra di casa   | Squadra ospite    | Ris. |
| -------------------------------------- | ----------------- | ----------------- | ---- |
| 04/10                                  | Cleveland Indians | New York Yankees  | 12-3 |
| 05/10                                  | Cleveland Indians | New York Yankees  | 2-1  |
| 07/10                                  | New York Yankees  | Cleveland Indians | 8-4  |
| 08/10                                  | New York Yankees  | Cleveland Indians | 4-6  |
| Cleveland Indians vincono la serie 3-1 |                   |                   |      |

National League
| Data                                      | Squadra di casa      | Squadra ospite       | Ris. |
| ----------------------------------------- | -------------------- | -------------------- | ---- |
| 03/10                                     | Arizona Diamondbacks | Chicago Cubs         | 3-1  |
| 04/10                                     | Arizona Diamondbacks | Chicago Cubs         | 8-4  |
| 06/10                                     | Chicago Cubs         | Arizona Diamondbacks | 1-5  |
| Arizona Diamondbacks vincono la serie 3-0 |                      |                      |      |

| Data                                  | Squadra di casa       | Squadra ospite        | Ris. |
| ------------------------------------- | --------------------- | --------------------- | ---- |
| 03/10                                 | Philadelphia Phillies | Colorado Rockies      | 2-4  |
| 04/10                                 | Philadelphia Phillies | Colorado Rockies      | 5-10 |
| 06/10                                 | Colorado Rockies      | Philadelphia Phillies | 2-1  |
| Colorado Rockies vincono la serie 3-0 |                       |                       |      |

### League Championship Series
American League
| Data                                | Squadra di casa   | Squadra ospite    | Ris. |
| ----------------------------------- | ----------------- | ----------------- | ---- |
| 12/10                               | Boston Red Sox    | Cleveland Indians | 10-3 |
| 13/10                               | Boston Red Sox    | Cleveland Indians | 6-13 |
| 15/10                               | Cleveland Indians | Boston Red Sox    | 4-2  |
| 16/10                               | Cleveland Indians | Boston Red Sox    | 7-3  |
| 18/10                               | Cleveland Indians | Boston Red Sox    | 1-7  |
| 20/10                               | Boston Red Sox    | Cleveland Indians | 12-2 |
| 21/10                               | Boston Red Sox    | Cleveland Indians | 11-2 |
| Boston Red Sox vincono la serie 4-3 |                   |                   |      |

National League
| Data                                  | Squadra di casa      | Squadra ospite       | Ris. |
| ------------------------------------- | -------------------- | -------------------- | ---- |
| 11/10                                 | Arizona Diamondbacks | Colorado Rockies     | 1-5  |
| 12/10                                 | Arizona Diamondbacks | Colorado Rockies     | 2-3  |
| 14/10                                 | Colorado Rockies     | Arizona Diamondbacks | 4-1  |
| 15/10                                 | Colorado Rockies     | Arizona Diamondbacks | 6-4  |
| Colorado Rockies vincono la serie 4-0 |                      |                      |      |

### World Series
| Data                                | Squadra di casa  | Squadra ospite   | Ris. |
| ----------------------------------- | ---------------- | ---------------- | ---- |
| 24/10                               | Boston Red Sox   | Colorado Rockies | 13-1 |
| 25/10                               | Boston Red Sox   | Colorado Rockies | 2-1  |
| 27/10                               | Colorado Rockies | Boston Red Sox   | 5-10 |
| 28/10                               | Colorado Rockies | Boston Red Sox   | 3-4  |
| Boston Red Sox vincono la serie 4-0 |                  |                  |      |

## Premi

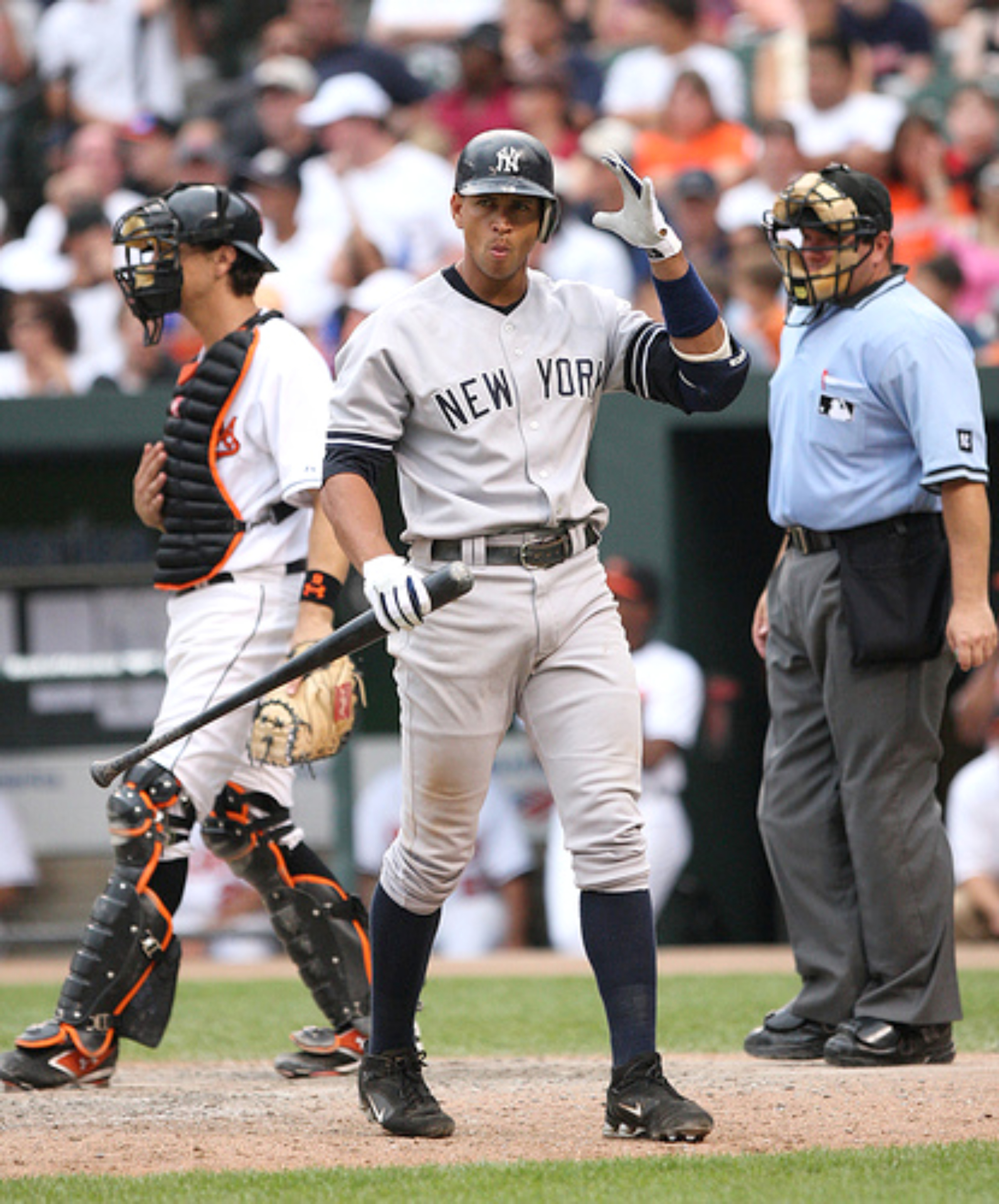
Alexander Rodriguez dei New York Yankees nominato MVP dell'American League nel 2007.

Miglior giocatore della stagione
|    | Giocatore           | Squadra               |
| -- | ------------------- | --------------------- |
| AL | Alexander Rodriguez | New York Yankees      |
| NL | Jimmy Rollins       | Philadelphia Phillies |

Rookie dell'anno
|    | Giocatore      | Squadra           |
| -- | -------------- | ----------------- |
| AL | Dustin Pedroia | Boston Red Sox    |
| NL | Ryan Braun     | Milwaukee Brewers |

Miglior giocatore delle World Series
| Giocatore   | Squadra        |
| ----------- | -------------- |
| Mike Lowell | Boston Red Sox |